# Auchel

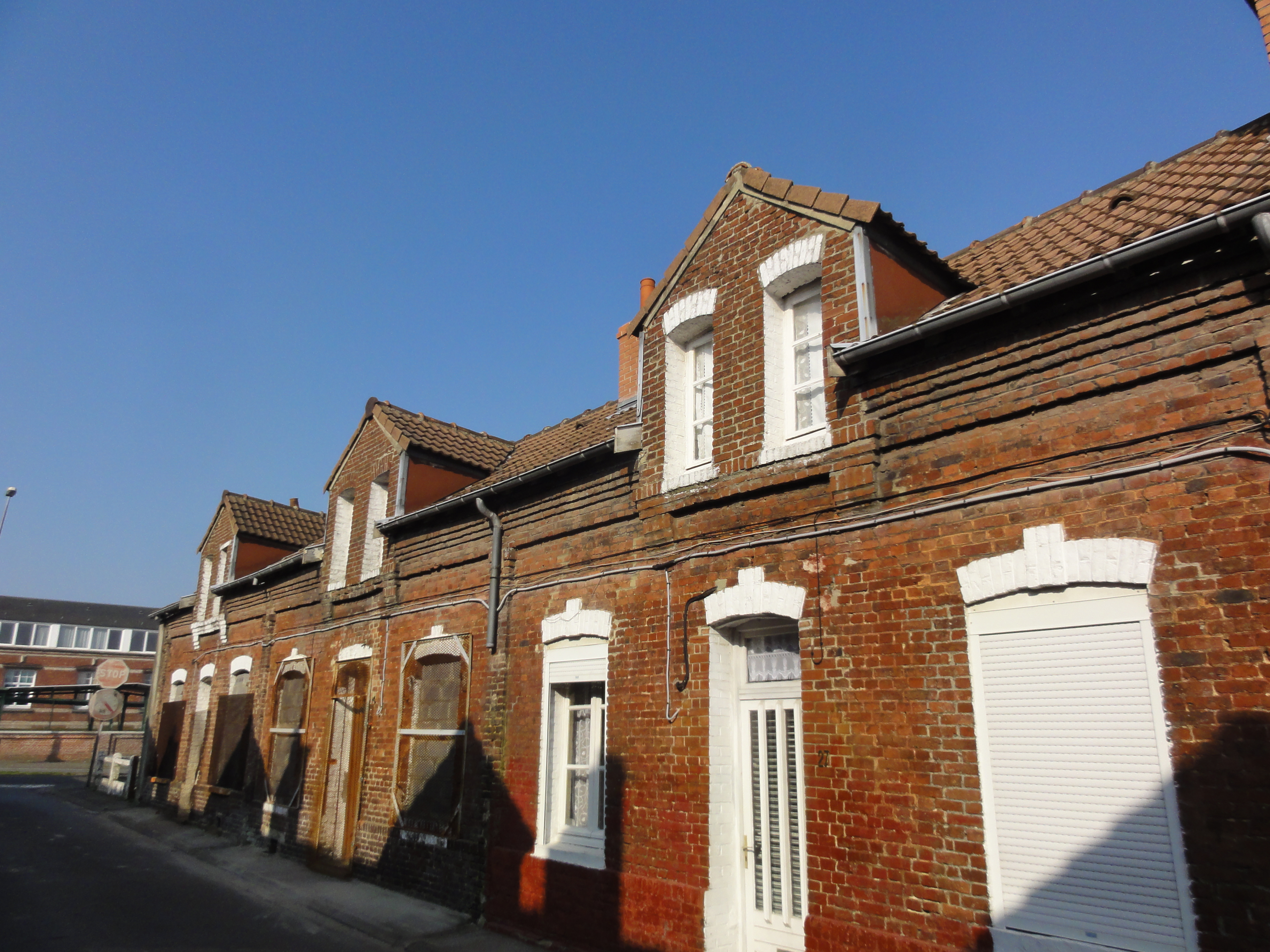

Auchel là một xã trong vùng Hauts-de-France, thuộc tỉnh Pas-de-Calais, quận Béthune, tổng Auchel. Tọa độ địa lý của xã là 50° 30' vĩ độ bắc, 02° 28' kinh độ đông. Auchel nằm trên độ cao trung bình là 99 mét trên mực nước biển, có điểm thấp nhất là 68 mét và điểm cao nhất là 157 mét. Xã có diện tích 6 km², dân số vào thời điểm 1999 là 11.392 người; mật độ dân số là 1899 người/km².

## Thông tin nhân khẩu
| 1962   | 1968   | 1975   | 1982   | 1990   | 1999   |
| ------ | ------ | ------ | ------ | ------ | ------ |
| 13 770 | 14 091 | 13 329 | 12 535 | 11 813 | 11 392 |